# جیم بنکس
جیمز ادوارد بَنْکس (به انگلیسی: James Edward Banks؛ زاده ۱۶ ژوئیه ۱۹۷۹) سیاستمدار آمریکایی است که از سال ۲۰۱۷ به عنوان نماینده ایالات متحده برای حوزه انتخابیه سوم ایندیانا  فعالیت می‌کند. او که یک جمهوری‌خواه است، قبلاً از سال ۲۰۱۰ تا ۲۰۱۶ به عنوان عضو سنای ایندیانا فعالیت کرد.

## اوایل زندگی و حرفه
بنکس در کلمبیا سیتی، ایندیانا به دنیا آمد. او قبل از انتخاب به منصب خود، در صنعت املاک و ساخت و ساز در فورت وین، ایندیانا کار می‌کرد. بنکس در ذخیره نیروی دریایی ایالات متحده به عنوان افسر سپاه تدارکات می‌کند. او از سال ۲۰۱۴ تا ۲۰۱۵ از سنای ایالت ایندیانا برای خدمت در افغانستان مرخصی گرفت.
از سال ۲۰۰۸ تا ۲۰۱۰، بنکس در شورای شهرستان ویتلی از حوزه کلی خدمت کرد. او پس از شکست دادن اسکات دارلی، عضو وقت شورای شهرستان، در انتخابات مقدماتی پیروز شد. پائولا ریمرز در شورای شهرستان جانشین او شد. بنکس همچنین از سال ۲۰۰۷ تا ۲۰۱۱ ریاست حزب جمهوری‌خواه شهرستان ویتلی را بر عهده داشت. مت بوید به عنوان رئیس جانشین او شد. با کمک شورای تبادل قانونگذاری آمریکا، او از قانون حق کار (مقابله با سندیکاها) در ایندیانا حمایت کرده‌است. بنکس در کنفرانس کنش سیاسی محافظه کار ۲۰۱۴ در سال ۲۰۱۴ پس از اینکه به عنوان یکی از ۱۰ محافظه کار برتر زیر ۴۰ سال انتخاب شد، سخنرانی کرد.
بنکس برای اولین بار در سال ۲۰۱۰ برای عضویت در مجلس سنای حوزه ۱۷ انتخاب شد و پس از اعزام نظامی به افغانستان، در سپتامبر ۲۰۱۴ از سنای ایالت مرخصی گرفت. با استناد به قانون ایالتی ایندیانا که به مقامات ایالتی و محلی اجازه می‌دهد در طول خدمت سربازی فعال مرخصی بگیرند، بنکس به‌طور موقت توسط همسرش، آماندا بنکس، که این مصب را در نشست قانونگذاری سنا در سال ۲۰۱۵ برگزار کرد، جایگزین شد. او در ۱۴ آوریل ۲۰۱۵ از مأموریت خارج از کشور به ایندیانا بازگشت، و در ۸ مه وظایف خود را به عنوان سناتور ایالتی از سر گرفت.

## مواضع سیاسی

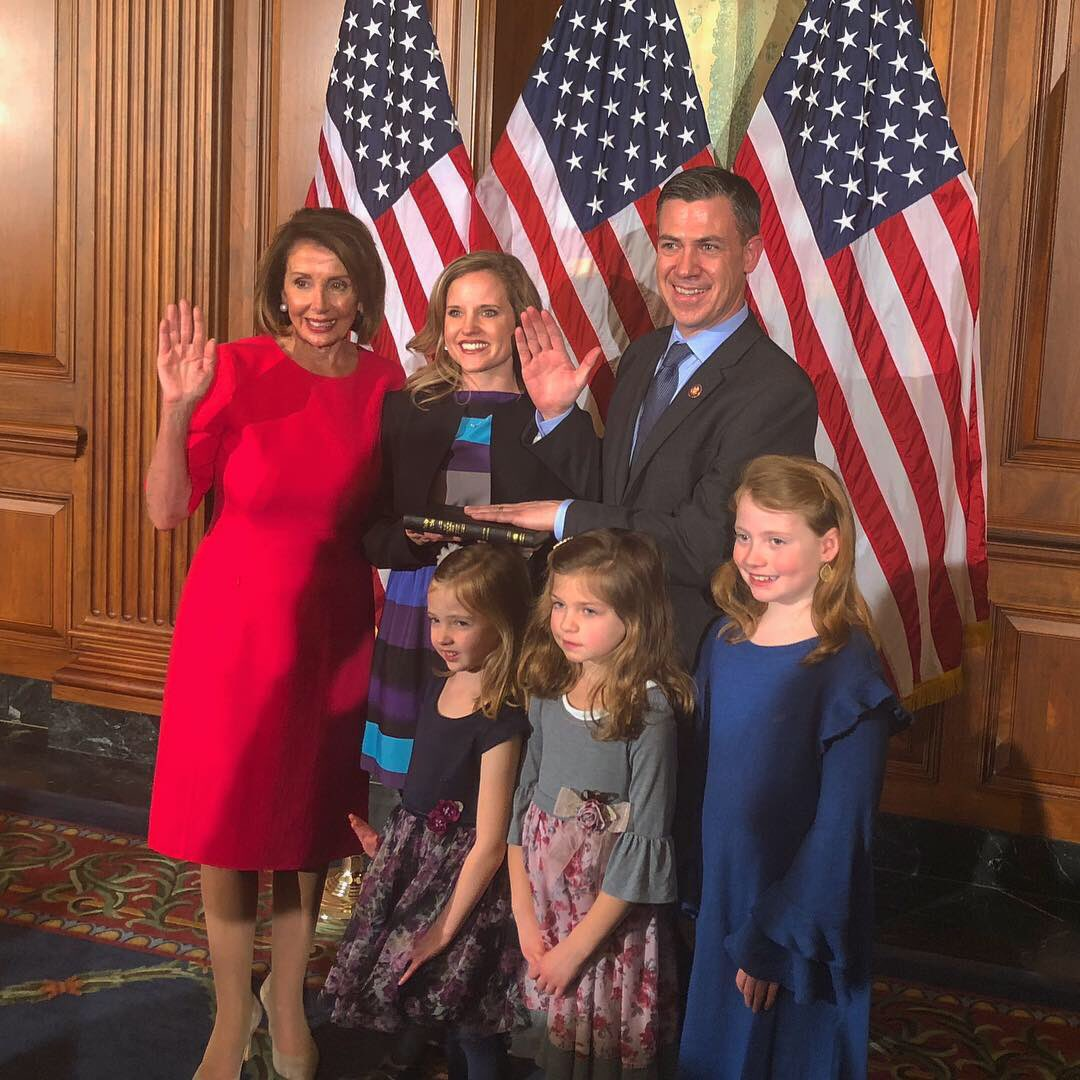
بنکس به همراه همسر و فرزندانش توسط نانسی پلوسی رئیس مجلس برای کنگره ۱۱۶ سوگند یاد کرد.

### مراقبت سلامت
بنکس از لغو و جایگزینی قانون مراقبت مقرون به صرفه (اوباماکر) حمایت کردند. او در ۴ می ۲۰۱۷ به قانون مراقبت سلامت آمریکای سال ۲۰۱۷ رأی داد. او با مراقبت سلامت تک پرداخت گر که به گفته او ۳۲ تریلیون دلار برای مالیات دهندگان هزینه دارد مخالف است.

### محیط
در اکتبر ۲۰۱۶، بنکس گفت: «من معتقدم که تغییرات اقلیمی در این کشور عمدتاً یک پروپاگاندای چپگرایانه برای تغییر شیوه زندگی آمریکایی‌ها و ایجاد مانع و نفوذ بیشتر دولت در زندگی ما است.»

### سقط جنین
بانک‌ها با تأمین مالی فدرال برای سقط جنین و همچنین برنامه‌ریزی والدین مخالف هستند.

### حقوق ال‌جی‌بی‌تی
بنکس با ازدواج همجنس گرایان مخالف است.
بنکس مخالف پرداخت هزینه توسط ارتش برای جراحی تغییر جنسیت است و می‌گوید: «فکر نمی‌کنم مالیات دهندگان باید برای این کار متعهد باشند.»